# 祿豐古猿屬
祿豐古猿屬是已絕種的猿中的一屬，通常歸類於猩猩亞科之中，包含三個物種：禄丰古猿（Lufengpithecus lufengensis）、蝴蝶禄丰古猿（Lufengpithecus hudienensis）及开远禄丰古猿（Lufengpithecus keiyuanensis）。
祿豐古猿的化石是在中國雲南省祿豐縣石灰壩的褐煤層中發現的，可追溯至中新世晚期。這些化石原先被分成兩個不同的物種：雲南西瓦古猿（Sivapithecus yunnanensis，被認為是猩猩的祖先）及祿豐臘瑪古猿（Ramapithecus lufengensis，被認為是人類的祖先）。但在1980年代確認臘瑪古猿實際上為雌性的西瓦古猿，導致祿豐古猿屬及祿豐古猿此一新屬及新物種的產生，以符合1970年代於祿豐縣大量發現的人科化石。此物種被確認和獼猴相比，其兩性間的性特徵有很大的差別。
1980及1990年代，相似的化石在中國雲南省元謀縣被發現，一般歸類為蝴蝶祿豐古猿。
1950年代於雲南開遠煤層發現的人科化石，原先被歸類為開遠森林古猿（Drypopithecus keiyuanensis），最終歸類為開遠祿豐古猿。

## 另見
- 土耳其古猿屬 Griphopithecus
- 呵叻古猿屬 Khoratpithecus
- 西瓦古猿屬 Sivapithecus